# Antonio Montalbán
Antonio Montalbán Gámez (Alcolea, pedanía de Córdoba, 1946) es un político y sindicalista de la Comunidad Valenciana (España). Fue Secretario General de Comisiones Obreras, concejal en Valencia y cabeza de lista de la candidatura por Valencia al Congreso de los Diputados por la federación valenciana de Izquierda Unida, Esquerra Unida del País Valencià, en las elecciones generales españolas de marzo de 2008.

## Biografía
Su padre fue desterrado bajo control policial a una zona minera cerca de Manresa por su actividad en el Partido Comunista de España, pero se fugó a Valencia, donde se estableció clandestinamente con toda la familia a principios de la década de 1960.
En 1964 fue uno de los fundadores de Comisiones Obreras en el ramo de la madera, donde trabajó hasta 1977. Fue detenido en cinco ocasiones por su actividad como máximo responsable de CCOO en el País Valenciano, siendo torturado por la Brigada Político Social. Participó en la histórica manifestación del Primero de mayo de 1967 en Valencia, y en varias huelgas importantes. Antonio Montalbán fue secretario general de Comisiones Obreras del País Valenciano entre 1978 y 1996, ocupándose del desarrollo del sindicato en la legalidad y organizando toda su estructura confederal. En este tiempo, CCOO-PV se consolidó en las elecciones sindicales como la primera fuerza sindical en la Comunidad Valenciana y llevó a cabo varias huelgas generales. En 1996 se presentó a la reelección en el congreso confederal de CCOO-PV, obteniendo un 45% de votos pero siendo derrotado por la candidatura encabezada por Joan Sifre.
Antonio Montalbán es militante del PCE desde 1966 y de EUPV e IU desde su creación en 1987. Desde 1999 a 2007 Antonio Montalbán fue concejal de Esquerra Unida en el Ayuntamiento de Valencia, donde se distinguió por su oposición a las políticas urbanísticas y sociales de Rita Barberá (PP). Uno de los episodios más conocidos de su labor de oposición fue el descubrimiento y denuncia de las obras municipales sobre las fosas comunes donde se encuentran los restos de los republicanos fusilados durante la posguerra, que finalmente fueron paralizadas por la presión ciudadana. Montalbán no repitió como cabeza de lista en las elecciones municipales de 2007. Esquerra Unida, que presentaba a Amadeu Sanchís, quedó fuera del consistorio.
En el marco de la profunda crisis de EUPV durante 2007, Montalbán fue elegido el 17 de noviembre de 2007 por la asamblea de EUPV en Burjasot, con el respaldo de 320 de los 441 delegados acreditados, como cabeza de su candidatura (en coalición con Izquierda Republicana) para el Congreso de los Diputados por la circunscripción de Valencia, sustituyendo a Isaura Navarro. Montalbán contaba con el apoyo del sector estructurado en torno al partido comunista. En dicha asamblea no se permitió la participación a militantes críticos por no estar, según la dirección de EUPV, al corriente de sus cuotas. La elección no fue ratificada inicialmente por la Presidencia Ejecutiva federal de Izquierda Unida, la cual finalmente ordenó la convocatoria de primarias, decisión que la dirección de EUPV anunció que recurriría judicialmente ya que entendía que la decisión no fue tomada por el órgano legitimado y que en cualquier caso no hubo quorum (solo 30 de los 87 miembros estaban presentes). Las primarias fueron boicoteadas por la dirección de EUPV y dieron la victoria a Isaura Navarro. Sin embargo, después de que ante la demanda judicial de EUPV para suspender las primarias ambas partes acordaran en el juzgado tomar en consideración de forma preferente las candidaturas elegidas por la Asamblea, el 20 de enero de 2008 el Consejo Político Federal de IU ratificó dichas candidaturas y por tanto a Antonio Montalbán como cabeza de lista.
Montalbán, sin embargo, no consiguió revalidar el acta de diputado obtenida por EUPV en las anteriores elecciones. Obtuvo 46.437 votos (3,13%), lejos de los resultados que aseguraron el escaño para EUPV en 2004 (78.515 votos, 5,40%). Isaura Navarro, por su parte, quedó muy por detrás de Montalbán, al obtener 19.769 votos (1,33%).
En noviembre del año 2012 se presentó un libro en memoria de su familia (Montalban Gamez) y de la de su esposa (Moya Sánchez), escrito por Mario Amorós y con colaboración de Javier Couso en un documental sobre las dos familias. En el libro "El hilo rojo, memorias de dos familias obreras" se narra su lucha y la de su familia durante la dictadura y su labor en CCOO y el PCE en el País Valenciano.
En mayo de 2018 participó en el programa La Sexta Columna "Mayo del 68: Los hijos de la revolución".